# Eric Worrell
Pour les articles homonymes, voir Worrell (homonymie).
Eric Worrell (1924 - 1987) est un zoologiste herpétologiste et écrivain australien qui fut un pionnier dans la production de sérum anti-venineux de serpent en Australie.
Il est né à Sydney. Au cours de la Seconde Guerre mondiale, il a travaillé comme forgeron civil dans l'artillerie à Darwin en même temps qu'il faisait ses études et  collectionnait des reptiles.
En 1948, Worrell a ouvert le Ocean Beach Aquarium à Umina Beach (en) sur la Central Coast en Nouvelle-Galles du Sud. C'est ici qu'il a commencé à fournir en venin de serpent les laboratoires de Sérum du Commonwealth (CSL) à Melbourne. En 1958, il a déménagé au Wyoming où il a créé le parc de reptiles d'Australie. Plus tard (1958) il s'est installé à Gosford.

## Publications
- 1953 - Dangerous Snakes of Australia and New Guinea. (Angus et Robertson)
- 1958 - Song of the Snake. (Angus and Robertson)
- 1962 - Australian Reptile Park (A.R.P.). (Angus et Robertson)
- 1964 - Reptiles of Australia. (Angus et Robertson)
- 1966 - Australian Wildlife. (Angus et Robertson)
- 1966 - Australian Snakes, Crocodiles and Tortoises. (Angus et Robertson)
- 1966 - The Great Barrier Reef. (Angus et Robertson)
- 1966 - The Great Extermination. (partie auteur) – (Heinemenn) par Alan Moorhead
- 1967 - Trees of the Australian Bush. (coauteur) (Angus et Robertson)
- 1968 - Making Friends with Animals. (Angus et Robertson)
- 1970 - Australian Birds and Animals. (Angus et Robertson)
- 1977 - Things that Sting. (Angus et Robertson)

## Taxons décrits
- Austrelaps Worrell, 1963
- Cryptophis Worrell, 1961
- Drepanodontis Worrell, 1961
- Drysdalia Worrell, 1961
- Furina dunmalli (Worrell, 1955)
- Lunelaps Worrell, 1961
- Melwardia Worrell, 1960
- Narophis Worrell, 1961
- Simoselaps minimus (Worrell, 1960)
- Suta Worrell, 1961
- Suta dwyeri (Worrell, 1956)
- Unechis Worrell, 1961